# Halápi István
Halápi István (Rákospalota, 1939. április 15. – Budapest, 1993. december 26.) labdarúgó, balszélső. Az 1963-64-es Kupagyőztesek Európa-kupája döntőjéig jutott MTK csapatának balszélsője.

## Pályafutása

### Klubcsapatban
1950-től 1957-ig a rákospalotai Bp. Növényolaj csapatában szerepelt. Innen került Újpestre, ahol a 13 év után az újra bajnokságot nyert csapat tagja volt 1960-ban. A következő két idényben ezüstérmes lett és 1962-ben a KEK elődöntőig jutottak. 1963 és 1964 között az MTK-hoz szerződött, ahol 1964-ben a KEK döntőt elvesztették a portugál Sporting Lisszabon ellen. Az első mérkőzésen 3-3 lett az eredmény Brüsszelben, a megismételt döntőn egy szögletből rúgott góllal nyertek a portugálok 1-0-ra.
1965 és 1966 között Ózdon játszott, majd 1967 és 1973 között az Egyetértés csapatában Budapesten. Összesen 216 bajnoki mérkőzésen szerepelt és 66 gólt szerzett. Az aktív sportot 1974 után az alsóbb osztályú MEDOSZ ERDÉRT csapatában fejezte be.

### Válogatottban
Tagja volt az ifjúsági válogatott keretének. 1960-ban egyszer szerepelt a Budapest válogatottban

### Lóverseny
1992-ben vásárolta első verseny lovát Gránit June-t. A következő évben, Kisorosziban 16 hektáros szántóföldet vásárolt, amely a mai Halápi Lovastanya alapja lett, amelyet fia Halápi Roland működtet.

## Sikerei, díjai

### Játékosként
Újpesti Dózsa
- Magyar bajnokság
  - bajnok: 1959-1960
  - 2.: 1960-1961, 1961-1962
- Kupagyőztesek Európa-kupája (KEK)
  - elődöntős: 1961-1962

MTK
- Kupagyőztesek Európa-kupája (KEK)
  - döntős: 1963-1964

## Külső hivatkozások
- Halápi Lovastanya